# Neofilologia

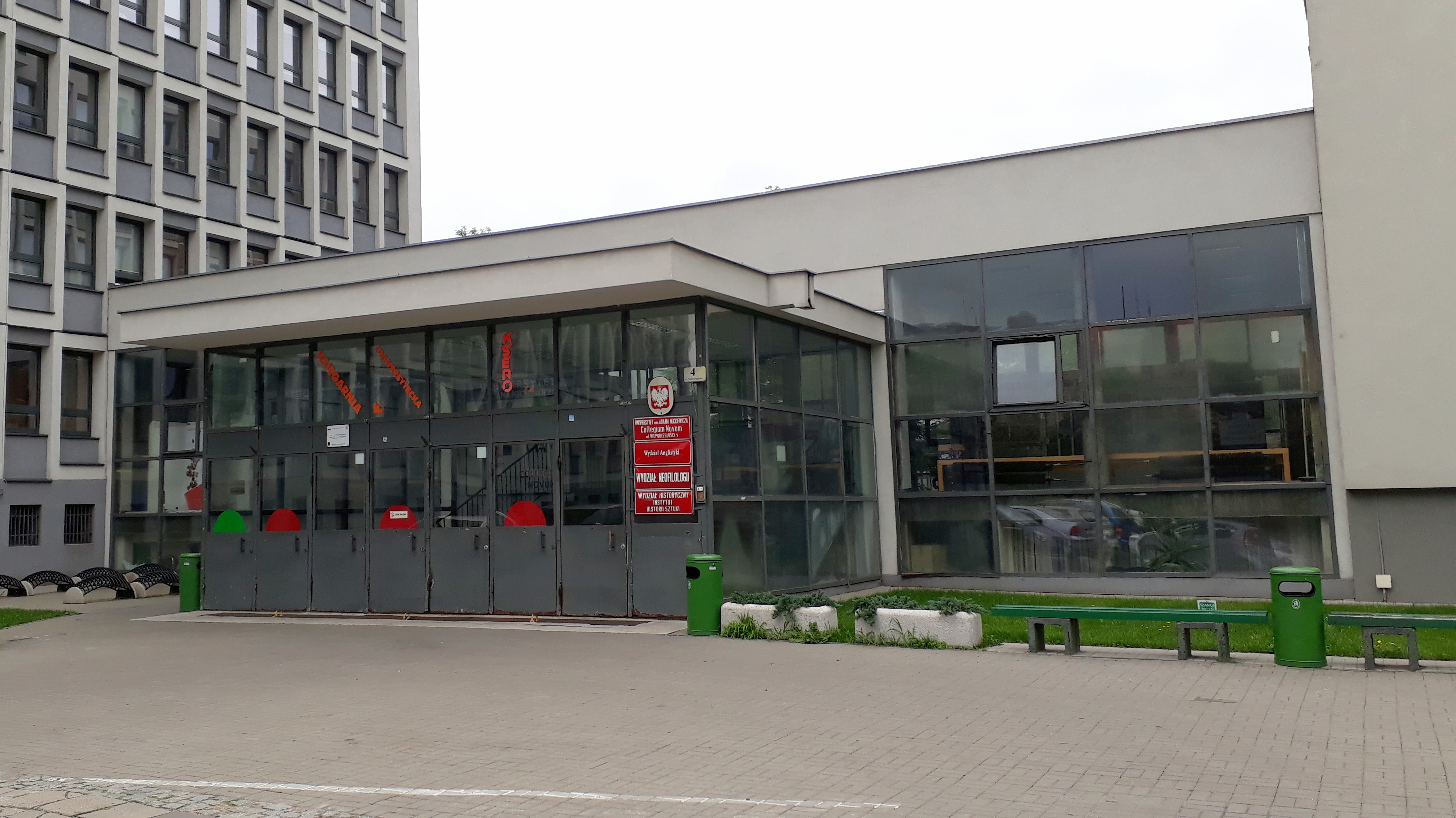
Wydział Neofilologii Uniwersytetu im. Adama Mickiekwicza

Neofilologia – nauka badająca język i piśmiennictwo jednego z nowożytnych narodów. Wśród działów neofilologii wyróżnia się anglistykę, germanistykę, romanistykę i slawistykę.
Przedrostek „neo-” wskazuje na odrębność neofilologii od filologii klasycznej, która z kolei zajmuje się dorobkiem literackim i językami starożytnych Greków i Rzymian.